# Galleria d'arte

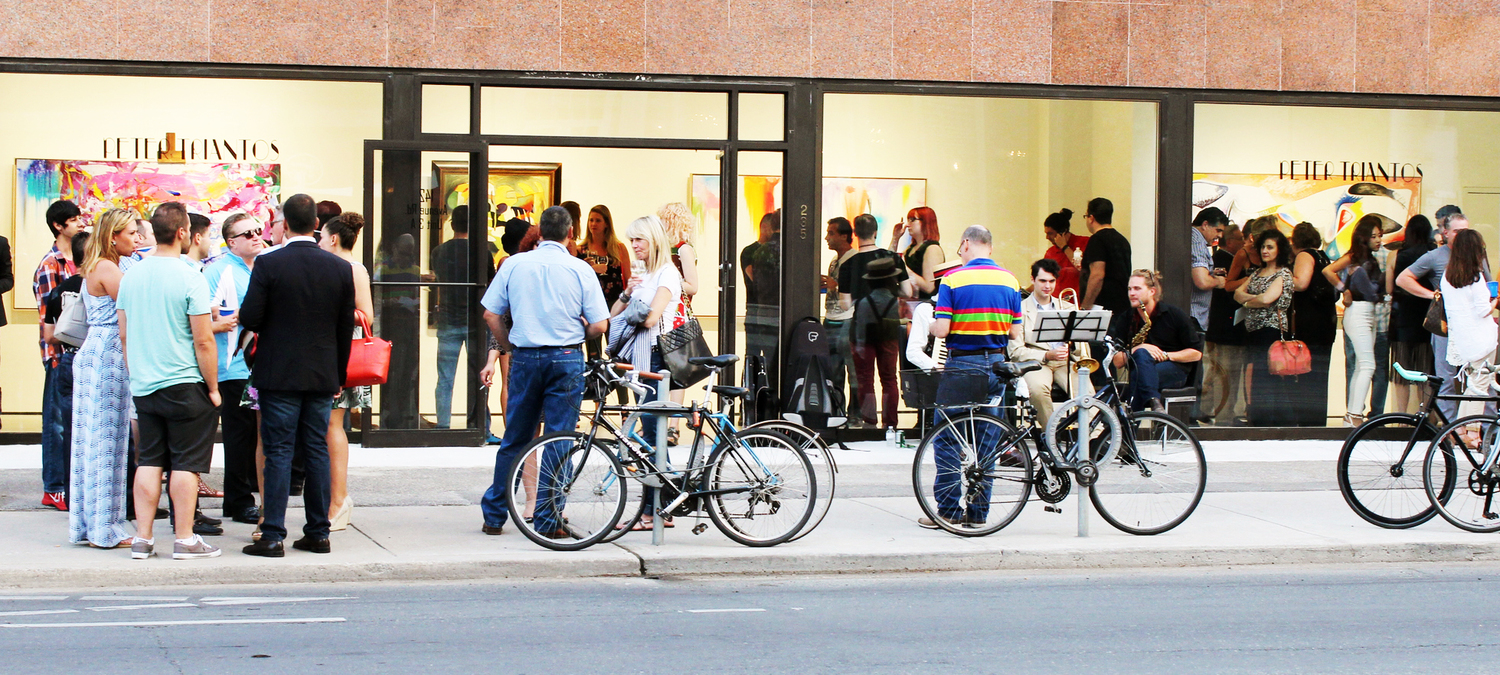
Apertura di una galleria, luglio 2015

Una galleria d'arte è uno spazio solitamente mantenuto da privati o associazioni dedicato all'esposizione di opere d'arte intese in senso ampio.

## Classificazione
Una prima classificazione è tra:
- gallerie d'arte pubbliche (museo, fondazione)
- gallerie d'arte private (attività commerciali e culturali gestite da privati o associazioni).

Le gallerie d'arte possono essere classificate in base al periodo storico delle opere trattate; una tra le possibili suddivisioni è la seguente:
- gallerie d'arte antica (opere prodotte fino al 1860),
- gallerie d'arte moderna (opere prodotte tra il 1860 e gli anni settanta del ventesimo secolo),
- gallerie d'arte contemporanea (opere prodotte nel presente, dagli anni settanta ad oggi).

Le demarcazioni possono comunque variare.

## Attività e scopi

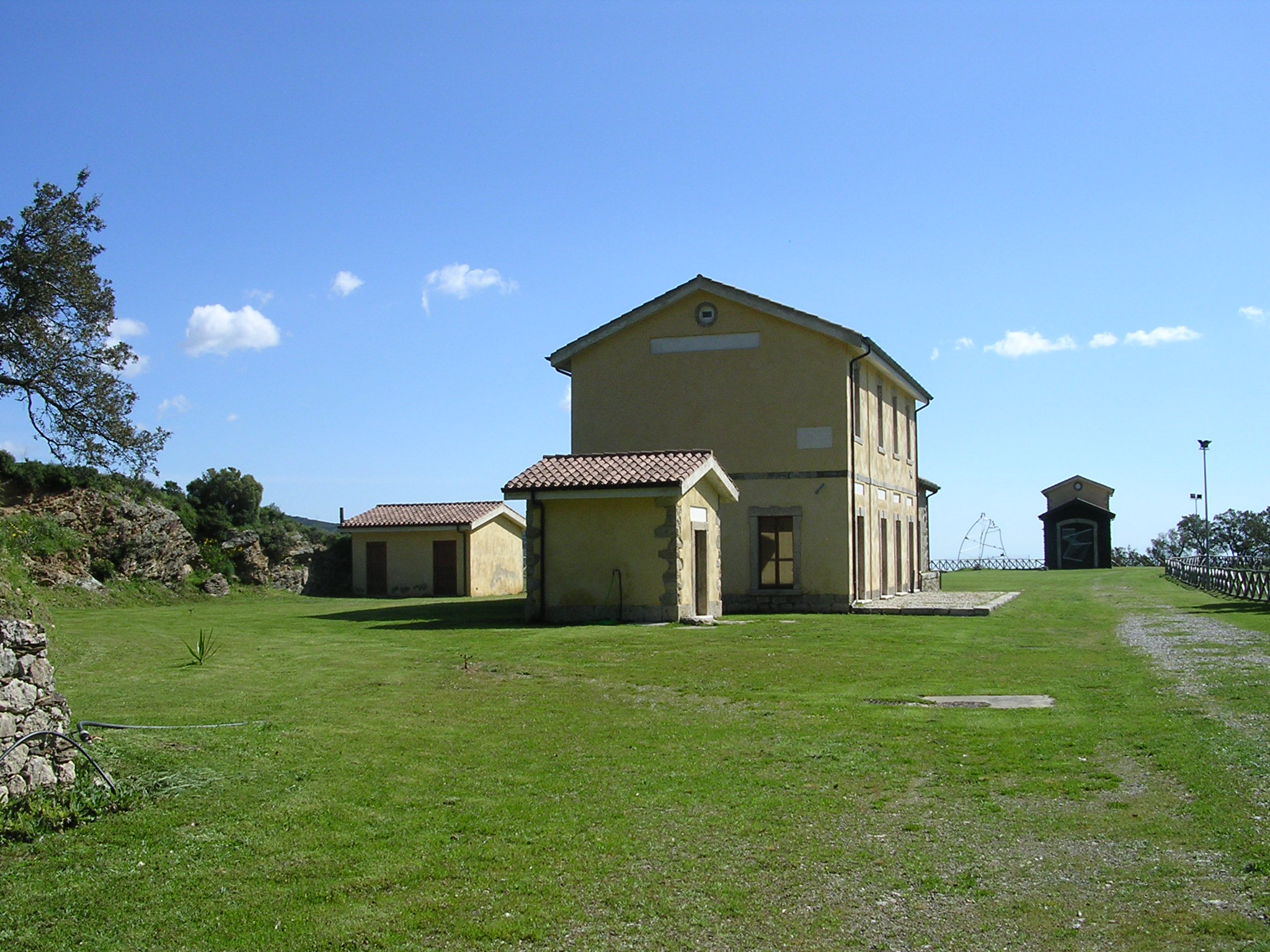
Museo di Arte Contemporanea Fondazione Stazione dell'arte (Maria Lai).

Dalla pittura alla scultura, dalla fotografia alla videoarte, dalle installazioni artistiche ad elementi di design (arredamento, abbigliamento, accessori), una galleria d'arte può presentare opere di un singolo artista oppure di vari autori. Le opere d'arte ivi esposte possono essere frutto di: acquisti, prestito per esposizione, donazioni (quest'ultimo caso in particolare per i musei e le gallerie d'arte pubbliche).
Una galleria d'arte pubblica ha come scopo la diffusione della cultura, sia tramite esposizioni permanenti che eventuali mostre periodiche. Si può finanziare attraverso: contributi pubblici, sponsor, eventuali ingressi a pagamento, eventuali proventi dalla vendita di materiali relativi alle opere esposte (cataloghi, libri, oggettistica) attraverso quegli spazi interni che sempre più frequentemente vengono adibiti a scopo commerciale, ossia negozi comunemente chiamati con terminologia inglese "museum shop", "book shop"  o "gift shop".
Gli stessi scopi vengono perseguiti nello spirito di galleria d'arte privata, che affianca un più marcato aspetto commerciale per la necessità di sostenersi economicamente: caratteristica di una galleria d'arte privata - oltre che importante modalità di sostegno per la sua attività - è la possibilità per i visitatori di acquistare le opere esposte o alle quali il gallerista (direttore o responsabile della galleria) può avere accesso. Anche per una galleria d'arte privata è buona usanza organizzare mostre aperte al pubblico, per un'azione di sensibilizzazione culturale, per favorire la conoscenza degli autori e delle tendenze artistiche e la pubblicizzazione della galleria stessa.

## Le G.A.M.
Un posto particolare meritano le G.A.M., sigla di gallerie d'arte moderna: hanno carattere pubblico e raccolgono un patrimonio artistico prevalentemente locale ma non solo. In Italia ne esistono diverse, ubicate nelle maggiori città come Napoli Torino, Bologna, Roma, Milano e Venezia.